# Neurodiversità
Il termine neurodiversità è un termine ombrello che sta ad indicare la normale variabilità della mente umana in riferimento alle funzioni cognitive, emotive, talvolta fisiche e comportamentali e ad altre funzioni mentali, come quelle relative alla socialità, all'apprendimento, all’attenzione e all’umore. Il termine propone una visione inclusiva delle diversità cognitive, mettendo in evidenza le differenze neurobiologiche dei sistemi nervosi, la varietà delle caratteristiche neuropsicologiche, e considerando, al contempo, i contesti socio-culturali in cui si esplica l’esperienza umana.
Il concetto e il termine neurodiversità sono nati negli anni '90 nel contesto delle community autistiche online, in particolare entro la mailing list InLv (Independent Living on the Autistic Spectrum), e ha le sue prime attestazioni accademiche e giornalistiche nel 1998, ad opera della sociologa Judy Singer, che ne scrisse in un saggio accademico, e del giornalista Harvey Blume, che gli dedicò un articolo sul The Atlantic. L'idea di neurodiversità colloca la variabilità cognitiva umana nel più ampio contesto della biodiversità, dandole una valenza politica e collocandola inoltre nel contesto della difesa delle minoranze.
La visione ha avuto origine, in particolare, all’interno del movimento per i diritti delle persone autistiche, come risposta a un approccio esclusivamente medicalizzato che considera queste neurovarianti come disturbi del neurosviluppo intrinsecamente patologici. In particolare, il concetto di neurodiversità si appoggia sul modello sociale della disabilità, secondo il quale la disabilità sarebbe il risultato dell’interazione tra le barriere sociali e le differenze individuali, piuttosto che il prodotto di “deficit” intrinseci al singolo individuo.
Il paradigma della neurodiversità, all'interno della variabilità tra le caratteristiche che compongono la neurologia di ogni essere umano, distingue gli individui a sviluppo tipico (detti neurotipici) che presentano un insieme di caratteristiche che ricorrono più frequentemente nella popolazione (in circa l'80% dei casi) e quelli a sviluppo atipico o divergente, chiamati neurodivergenti, e non più solo neuroatipici, riconoscendo la diversità dal punto di vista neuropsicologico come un fatto di per sé neutro, sul quale si costruiscono però dinamiche sociali di marginalizzazione.
Il modello medico tradizionale è spesso focalizzato sul deficit, trascurando talvolta l'influenza ambientale, che spesso in contesti favorevoli e adattati, potrebbe trasformare vulnerabilità neurologiche in punti di forza e risorse. Tuttavia riconoscere le differenze, non nega la necessità di supporto e sostegno, e la sofferenza implicata, ma ha lo scopo di rifiutare la patologizzazione dei funzionamenti del cervello umano.
Come ogni movimento sociale, anche quello per la neurodiversità contiene una moltitudine di posizioni diverse, più o meno radicali nel distanziarsi dal modello medico e biopsicosociale. Secondo alcuni proponenti, tra cui Judy Singer e Patrick Dwyer, il movimento per la neurodiversità si collocherebbe a metà strada tra il modello integralmente medico della disabilità e quello integralmente sociale. Tuttavia, al suo interno coesistono posizioni più radicali, che discutono criticamente della neurodiversità in un'ottica anticapitalistica, posizioni più concilianti almeno nei confronti di un modello effettivamente biopsicosociale, e posizioni parzialmente incoerenti che adottano il lessico della neurodiversità senza necessariamente sposarne in toto il paradigma.

## Il paradigma per la variabilità neurologica umana
Il paradigma della neurodiversità, che riconosce le variazioni neurologiche umane come naturali, si applica, per definizione, a tutti i cervelli umani - compresi, tutti, nella biodiversità neurologica. Inizialmente proposto e sviluppato dalla comunità autistica negli anni '90, è stato da subito esteso ad altre neurodivergenze quali ADHD, Plusdotazione intellettiva, dislessia, disgrafia, disprassia, discalculia, disabilità intellettive, disturbi del linguaggio e della comunicazione, Sindrome di Tourette, che generalmente sono funzionamenti innati, o quantomeno presenti fin dal neurosviluppo. Tuttavia, il concetto di neurodivergenza descrive di per sé soltanto la divergenza dalla norma neurotipica e, soprattutto, dalla sua dimensione prescrittiva, cui occorre aderire a costo di mascherare il proprio funzionamento mentale. Per questo, qualunque divergenza dalla norma neurotipica può rientrare nel concetto, comprese condizioni che non si sviluppano nel corso del neurosviluppo, quali il disturbo ossessivo compulsivo di personalità (DOC), schizofrenia, e disturbo bipolare. Più raramente, si fa riferimento anche a disturbi di personalità e altre condizioni acquisite, o a tratti che non costituiscono diagnosi, ma possono talvolta risultare stigmatizzati, come l'Alta Sensibilità(PAS).
Il dibattito sul tema è acceso, soprattutto per via di alcune interpretazioni del paradigma della neurodiversità che sembrano suggerire che sia in contrasto con la ricerca di approcci terapeutici o addirittura di supporto. Alcuni attivisti e autori autorevoli nel panorama del movimento per la neurodiversità, quali Nick Walker, hanno suggerito di distinguere tra "forme di neurodivergenza innate o per lo più innate, come l'autismo", che si potrebbero chiamare anche "neurominoranze", e condizioni come l'epilessia, il trauma cranico e altre condizioni acquisite che potrebbero essere rimosse dalla persona senza cambiare fondamentalmente la persona stessa, poiché queste non sono pervasivamente legate alla personalità o alla percezione del mondo dell'individuo - e in quei casi il trattamento può spesso mirare al ripristino di un funzionamento precedente.

## Interventi di normalizzazione
Per normalizzazione si intende l'insieme di terapie e pratiche che mirano a modificare comportamenti, cognizioni e espressioni delle varianti neurologiche dello sviluppo, avvicinandoli a quelli considerati "normativi"  in una data cultura e periodo storico, al fine di promuovere benessere e adattamento all'interno della società. Alcuni esempi sono la l'analisi applicata del comportamento(ABA) , pratiche di social skills, farmaci antipsicotici e terapie occupazionali. Tuttavia, alcuni ricercatori e attivisti stanno sollevando dubbi e preoccupazioni riguardo la modalità di tali pratiche che tendono spesso a "normalizzare" comportamenti, infatti varie analisi attuali sembrano correlare lo sforzo di nascondere i propri tratti neurodivergenti al fine di apparire "neurotipici" a problemi di salute psicofisica quale maggiori tassi di depressione, ansia patologica, ideazione suicidaria, disturbi del sonno e disturbo da stress post-traumatico(PTSD), con risultati che non si discostano notevolmente in diverse aree geografiche e culturali.
Il paradigma della neurodiversità ha ispirato, negli ultimi decenni, approcci alternativi, "neurodiversity-informed" o addirittura "neurodiversity-affirming", basati sulle nuove consapevolezze che i Neurodiversity Studies e la ricerca clinica condotta attraverso paradigmi partecipativi e prendendo in considerazione teorie proposte da persone neurodivergenti, come il Problema della Doppia Empatia di Damian Milton.